# Giuseppe Gambale
Giuseppe Gambale (Napoli, 6 aprile 1964) è un politico e cardiologo italiano, già deputato in quattro legislature.

## Carriera politica
Nel 1992, appena ventottenne, si candida nella circoscrizione Napoli - Caserta nelle liste de La Rete.
Carlo Palermo, risultato primo degli eletti, opta per il seggio di Trento, e consente così a Gambale, con poco più di mille voti, di subentrare al suo posto.
Gambale è socio fondatore della "Libera Università della Politica" diretta da Padre Ennio Pintacuda, consigliere comunale a Napoli e Castellammare di Stabia (1992 - 1994) e poi promotore dell'esperienza politica dei Progressisti, nelle cui liste viene rieletto deputato nel 1994 nel collegio uninominale di Napoli Barra - S. Giovanni a Teduccio - Ponticelli, divenendo segretario di presidenza della Camera.
Viene eletto nuovamente deputato con l'Ulivo nel 1996 per il collegio Mugnano - Marano - Melito di Napoli.
Nel 1999 aderisce e dà vita al progetto de "I Democratici" ("L'asinello") insieme con altri 19 deputati. Entra a far parte del secondo Governo D'Alema come sottosegretario alla Pubblica Istruzione, ruolo cui viene confermato nel secondo governo Amato del 2000. Rieletto deputato nel 2001 nel collegio di Pozzuoli. Aderisce successivamente alla Margherita, e poi al Partito Democratico.
Nel maggio 2006, anche se non riesce ad essere eletto, entra ugualmente a far parte della seconda giunta Iervolino come assessore all'Educazione - Trasparenza - Legalità, con delega alla pubblica istruzione, edilizia scolastica, diritto allo studio, legalità, trasparenza, tutela del cittadino dal racket e dall'usura. L'esperienza politica nell'amministrazione napoletana come assessore si conclude due anni dopo, nel 2008, in seguito ad un rimpasto. Tuttavia, Gambale entra come dirigente nello staff del Sindaco Iervolino con delega ai rapporti con l'ANCI.
Ha fatto parte del Comitato Tecnico Organizzatore della "Università Pubblica non Statale Guglielmo Marconi".
Nella sua attività di deputato e sottosegretario si è occupato in particolare di legislazione in materia di scuola, università e formazione. Ha seguito, tra l'altro la legge sullo stato giuridico degli insegnanti di religione cattolica. È stato tra i presentatori e sostenitori della legge sulla fecondazione medicalmente assistita e tra i promotori del Comitato Scienza e Vita. È stato il primo firmatario della proposta di legge sulla riforma della cooperazione internazionale. Insieme con altri deputati si è impegnato per il mantenimento della sede ONU in Italia e ha fatto approvare una mozione per il rilancio di una politica di pace nel Mediterraneo, durante la presidenza italiana della Unione europea. Ha seguito in particolare la normativa in tema di sicurezza dei cittadini e contrasto alla criminalità organizzata. In Commissione Antimafia, ha contribuito ad elaborare la proposta di nuova normativa per lo scioglimento dei comuni.

## Vicende giudiziarie
È stato sottoposto agli arresti domiciliari nell'ambito della tangentopoli napoletana, che ha coinvolto anche magistrati e deputati campani, avente ad oggetto i rapporti con l'imprenditore Alfredo Romeo, con l'accusa di corruzione, abuso d'ufficio e associazione a delinquere finalizzata alla turbativa d'asta. Al provvedimento inizialmente annullato dal tribunale del riesame per vizio di forma, la procura ha fatto seguire un provvedimento di fermo, non convalidato dal GIP, ed una seconda ordinanza di Custodia cautelare. Gambale è stato poi assolto pienamente con sentenza del 19/3/2010 perché i fatti contestatigli "non sussistono".
In altra vicenda è stato destinatario di un avviso di garanzia per peculato della procura di Napoli per una vicenda di abuso dell'auto blu, dalla quale è stato prosciolto.
In precedenza era stato indagato per una presunta ipotesi di falso in relazione all'ammissione alla scuola di specializzazione, inchiesta terminata con l'archiviazione disposta dal Giudice per le indagini preliminari del Tribunale di Nola, con decreto n° 10407/98.

## Disegni di legge di cui è stato firmatario
Come primo firmatario:
- Istituzione di una Commissione parlamentare di inchiesta sul fenomeno della mafia e delle altre associazioni criminali similari (Camera n. 1124, presentata il 28 giugno 2001, annunziata il 3 luglio 2001) - Legge 19 ottobre 2001, n. 386 in G.U. n. 386 del 26 ottobre 2001
- Disposizioni in materia di organi collegiali della scuola dell'autonomia (Camera n. 1954, presentata il 14 novembre 2001, annunziata il 15 novembre 2001)
- Modifica all'articolo 416-ter del codice penale, in materia di scambio elettorale politico-mafioso (Camera n. 2097, presentata il 13 dicembre 2001, annunziata il 14 dicembre 2001)
- Modifica all'articolo 319 del codice penale, concernente il reato di corruzione per atti contrari ai doveri d'ufficio (Camera n. 2098, presentata il 13 dicembre 2001, annunziata il 14 dicembre 2001)
- Modifiche al codice penale e al codice di procedura penale e altre disposizioni finalizzate a una maggiore tutela della sicurezza dei cittadini (Camera n. 2099, presentata il 13 dicembre 2001, annunziata il 14 dicembre 2001)
- Istituzione di una Commissione parlamentare per la valutazione della spesa pubblica (Camera n. 2100, presentata il 13 dicembre 2001, annunziata il 14 dicembre 2001)
- Modifiche alla legge 14 luglio 1965, n. 963, recante disciplina della pesca marittima (Camera n. 2101, presentata il 13 dicembre 2001, annunziata il 14 dicembre 2001)
- Riforma della cooperazione allo sviluppo (Camera n. 2102, presentata il 13 dicembre 2001, annunziata il 14 dicembre 2001)
- Disciplina della realizzazione e della diffusione dei sondaggi di opinione (Camera n. 2103, presentata il 13 dicembre 2001, annunziata il 14 dicembre 2001)
- Nuova disciplina delle attività trasfusionali e della produzione nazionale degli emoderivati (Camera n. 4404, presentata il 21 ottobre 2003, annunziata il 22 ottobre 2003, assorbita dall'approvazione di PDL abbinata)
- Istituzione della provincia di Nola (Camera n. 5040, presentata il 28 maggio 2004, annunziata il 14 giugno 2004)
- Modifiche all'articolo 12-sexies del decreto-legge 8 giugno 1992, n. 306, convertito, con modificazioni, dalla legge 7 agosto 1992, n. 356, in materia di estensione delle ipotesi di confisca dei beni per taluni reati contro la pubblica amministrazione (Camera n. 5136, presentata il 9 luglio 2004, annunziata il 12 luglio 2004)

Come co-firmatario:
- Modifica all'articolo 51 della Costituzione in materia di parità di accesso agli uffici pubblici e alle cariche elettive (Camera n. 206, presentata e annunziata il 30 maggio 2001, assorbito dall'approvazione di PDL abbinata).[7]